# Naturpark Schremser Hochmoor
Der Naturpark Schremser Hochmoor ist ein Naturpark und Naturschutzgebiet und liegt etwas östlich von Schrems, im nordwestlichen Teil Niederösterreichs, dem Waldviertel. Das Torfmoor, das durch die Orte Langschwarza, Gebharts und Schrems begrenzt ist, umfasst 300 ha und stellt damit das größte Moor Niederösterreichs dar. Die ursprüngliche Moorlandschaft besteht aus mehreren benachbarten Teilmooren wie dem Gebhartser Moorwald Nord und Süd, Moorwald St. Ulrich, dem Schremser Torfstich und Schwarzinger Torfstich.

## Geschichte
Große Flächen der ursprünglichen Moorlandschaft, welche bis 1850 bestand und bis zu 5 m tiefe Torfschichten aufwies, wurden zum Zweck der Torfgewinnung trockengelegt. Dazu wurden auch noch heute sichtbare Hauptentwässerungsgräben und mehrere Seitengräben angelegt. Der Torf wurde ab 1860 mittels händischen Torfstich gewonnen und die Blütezeit des Torfabbaus in der Region lag gegen Ende des 19. Jahrhunderts. Der abgebaute Torf wurde zur Feuerungszwecken, unter anderem in der Glasfabrik Eugenia, als Streugut in Stallungen und in Gärtnereien verwendet. Ab den 1950er Jahren erfolgte der gewerbsmäßige Torfabbau im industriellen Rahmen mittels Löffelbagger, in den Folgejahrzehnten kam es zu einer laufenden Reduktion des Abbaus aus wirtschaftlichen Gründen.
Ab Mitte der 1960er Jahre war nur noch händischen Torfstechen für den privaten Hausbrand erlaubt, Anfang der 1980er wurde der Torfabbau gänzlich eingestellt und ab dem Jahr 2000 wurde auf dem ehemaligen Abbaugelände der Naturpark Schremser Hochmoor eröffnet. Durch den jahrzehntelangen Torfabbau kam es in der Moorlandschaft zu einer nachhaltigen Landschaftsveränderung, die auch im heute bestehenden Naturpark zu bemerken ist und sich beispielsweise, im Gegensatz zu einer natürlichen Hochmoorlandschaft, durch unterschiedlichen Pflanzenbewuchs auszeichnet. Der Naturpark Schremser Hochmoor stellt damit eine renaturierte Moorfläche eines vormals industriell genutzten Abbaugebietes dar.
Im Juli 2023 wurde unter dem Titel "Förderkreis Hochmoor Schrems" eine überparteiliche Beteiligungs-Initiative gemeinsam mit der Stiftung COMÚN ins Leben gerufen. Dabei verpflichtete sich die Stadtgemeinde Schrems ihre jährliche Grundsubvention an den Naturpark anzuheben, wenn es gelinge ein definiertes Spendenziel zu erreichen. Dadurch solle dem Naturpark künftig ein um 20 Prozent höheres Jahresbudget zur Verfügung stehen und der Erhalt finanziell abgesichert werden.

## Naturschutzrechtliche Festlegungen
Der seit dem Jahr 2000 bestehende Naturpark ist einer der jüngsten in Österreich. Er umfasst ca. 108 ha der Moorfläche und wurde zeitgleich auch als gleichnamiges Naturschutzgebiet ausgewiesen.
Das Moor ist außerdem Teil des Europaschutzgebietes Waldviertler Teich-, Heide- und Moorlandschaft sowie des Ramsargebietes Waldviertler Teich-, Moor- und Flusslandschaft zum Schutz von Feuchtgebieten.

## Naturwerte
Die Wasserflächen des Moors beherbergen eine ganze Reihe seltener Tiere und Pflanzen wie zum Beispiel den Moorfrosch oder den Wasserschlauch, eine kleine Tiere fressende Unterwasserpflanze. Auf den Tümpeln gedeihen die Sumpfschwertlilie und die Gelbe Teichrose. Auch der fleischfressende Sonnentau ist im Schremser Moor angesiedelt.

## Errichtete Sehenswürdigkeiten
Der öffentlich zugängliche Bereich des Naturparks ist ganzjährig geöffnet. Er besitzt drei verschieden lange Wanderwege (von 4,5 km bis 13 km), wobei der kürzeste der „Hochmoor-Wanderweg“ ist mit Ausgangs- und Endpunkt beim Moorbad Schrems. Hier befindet sich auch der Eingang zum Unterwasserreich Schrems.
Das Hochmoor bietet verschiedene botanische und zoologische Besonderheiten, die den Besuchern mit Schautafeln erläutert werden. Die Wanderwege führen vorbei an der Himmelsleiter, einer 20 Meter hohen Aussichtsplattform im Naturpark, sowie an den Wasserflächen der alten Torfstiche. Zu bestimmten Zeiten im Jahr findet unweit davon ein Schautorfstechen statt.

## Zonierung
Das Naturschutzgebiet gliedert sich in eine Naturzone (Zone A), eine Managementzone – Natur (Zone B) sowie eine Managementzone – Besucher (Zone C).

## Auszeichnung
- Naturpark des Jahres 2016[8]